# Microsternarchus bilineatus
Microsternarchus bilineatus är en fiskart som beskrevs av Fernández-yépez, 1968. Microsternarchus bilineatus ingår i släktet Microsternarchus och familjen Hypopomidae. Inga underarter finns listade i Catalogue of Life.